# Macrocneme cyanea
Macrocneme cyanea är en fjärilsart som beskrevs av Butler 1876. Macrocneme cyanea ingår i släktet Macrocneme och familjen björnspinnare. Inga underarter finns listade i Catalogue of Life.